# Crossplay
Crossplay – przebieranie się za postać z mangi, anime lub filmu o przeciwnej płci. Termin ten pochodzi ze środowiska mangowego, a dokładniej pochodzi z cosplay’u.
Crossplay powstał z potrzeby jak najwierniejszego oddania wyglądu granej postaci. Postacie z mang i anime mają często nieskazitelną, delikatną urodę; kobiecą, dziecięcą twarz – nawet jeśli są to mężczyźni. Stąd też najczęściej osobami 'crossplayuyącymi' są kobiety.